# Cris Nievarez
Cris Marasigan Nievárez (Atimonan, 4 aprile 2000) è un canottiere filippino.

## Biografia
Nel 2019 ha vinto la medaglia d'oro ai Giochi del Sud-est asiatico di Manila nel singolo pesi leggeri.
Dopo aver raggiunto le semifinali della Regata di qualificazione olimpica continentale Asia/Oceania in Giappone, stacca il pass per partecipare ai Giochi di Tokyo 2020, unico canottiere filippino a qualificarsi e solamente il terzo nella storia – dopo Ed Maerina a Seul 1988 e Benjie Tolentino a Sydney 2000 – a riuscirci. Per la sua preparazione il ventunenne si affida all'allenatore uzbeko Shuhrat Ganiyev, che nei mesi precedenti lo aveva seguito solo a distanza per via della pandemia di COVID-19.

## Palmarès
- Giochi del Sud-est asiatico

Manila 2019: oro nel singolo pesi leggeri